# 三陸
三陸（さんりく）は、青森県、岩手県、宮城県にまたがる三陸海岸と、その内陸部である北上山地を指す地域名である。元々は令制国である陸奥国、陸中国、陸前国の3国の総称だったが、現在の三陸はこの三陸海岸地域を指すことの方が多い

## 3令制国と三陸

赤色で示されているのが陸奥国、陸中国、陸前国の「三陸」である。

江戸時代には、現在の岩手県釜石市の石塚峠（北緯39度13分20.4秒 東経141度53分23.5秒 / 北緯39.222333度 東経141.889861度）を境に、北側が南部氏の盛岡藩および八戸藩で、南側が仙台藩の知行域となっていた。江戸時代において、三陸沿岸全体を指す名称は不明である。ただし、地域名としては、南部藩領内を「三閉伊通」（さんへいどおり）あるいは「海辺道」と呼んでいたことが知られている。
1869年1月19日（明治元年12月7日）、戊辰戦争において賊軍となった奥羽越列藩同盟諸藩に対する処分が行われ、減封と領地換えによって三陸沿岸は従前のように八戸、盛岡、仙台各藩のみの領内ではなくなった。同日、太政官布告により、陸奥国が5つに分割され、おおむね3藩の旧知行域には陸奥国、陸中国、陸前国の3箇国が設置された。3つの「陸」の付いた国は「三陸」と総称されるようになり、3藩の旧知行域を指す言葉として用いられるようになった。
陸奥、陸中、陸前の3国の範囲を現代の地理で表すと次の通りである。
- 青森県全域。
- 岩手県全域。
- 宮城県のうち、亘理郡、伊具郡、刈田郡、角田市、白石市を除いた地域。
- 秋田県鹿角郡小坂町および鹿角市。

## 三陸海岸
青森県八戸市の鮫角岬から岩手県の太平洋側を経て宮城県の牡鹿半島までのリアス式海岸および付属諸島を指して三陸海岸という。三陸海岸に面する地域は、地理的な位置や産業構造の類似性から、一括して三陸地方あるいは、単に三陸と呼ばれることが多い。
1896年（明治29年）6月15日の明治三陸地震で発生した津波により、三陸沿岸は甚大な被害を受けた。しかし当時、三陸沿岸全体を指す言葉が無かったため、この災害の報道では当初様々な呼称が用いられた。やがて三陸という言葉が用いられるようになり、三陸海岸と呼ばれるようになった。
なお、蝦夷征討のあった800年頃は岩手と宮城にまたがる三陸沿岸（リアス式海岸とその沿岸部）の南部地域一帯は気仙と呼ばれており、ケセンという地名はアイヌ語で「入り江」「削られた場所」を表すとされ、ケセンの呼称はこの一帯の複雑な海岸線を持つリアス式の地形（海岸と陸を含む意）を意味するものだったようだ。
三陸海岸に面する岩手県の旧三陸町（現大船渡市の一部）、および、宮城県の南三陸町が自治体名としてこの広域地名を用いた例がある。
また、三陸と同様に、旧国名を用いながら旧国の領域より狭い地域を指すようになった例として、房総や両毛などがある。

## 三陸沖（海域名）
太平洋における海域、あるいは漁場の名称として「三陸沖」が用いられる。親潮（寒流）と黒潮（暖流）がぶつかる世界三大漁場の1つである。
三陸沖の沿岸では、高度に発達した貝塚]文化が縄文時代前期に誕生し、骨角製漁労用具は現在使用されている漁具の原型と考えられ、質・量ともに日本を代表する漁場であり水産日本のルーツとも呼ばれる。
「三陸沖」は狭い範囲から並べると以下のようなものがある。
1. 三陸海岸の太平洋側の海域
青森県八戸市・鮫角岬（北緯40度32分付近）の正東線から宮城県・金華山（北緯36度17分付近）の正東線までの海域。
2. 令制国の三陸の太平洋側の海域[8][9]。
陸奥国北端にあたる下北半島・大間崎の正東線（北緯41度30分付近）から、陸前国と磐城国の国境にあたる阿武隈川河口の正東線（北緯38度付近）までの海域。
3. 青森県八戸以南・岩手県・宮城県松島以北の太平洋側の海域。
1の三陸海岸に沿う陸路という意味合いで使用され、この場合、宮城県松島以南は「常磐沖」として扱われる（例：常磐線）。
4. 東北地方の太平洋側の海域。勿来以北の太平洋側の海域。
  1. 青森県北東端にあたる下北半島・尻屋崎から東南東へ引いた線を北限とし、福島県と茨城県の県境の正東線（北緯36度51分付近）を南限とする海域。西端は東北地方の太平洋側の海岸線、東端は350海里線とみられる。東経145度を境に西側を「三陸沖西部」、東側を「三陸沖東部」（地震速報では「東北地方東方沖」）とする。三陸沖を東西の海域に分ける東経145度線は海岸線から200海里程度にあるため、「三陸沖西部」は日本の排他的経済水域である。
  2. 青森県北端にあたる下北半島・大間崎の正東線（北緯41度30分付近）から、福島県と茨城県の県境の正東線（概ね北緯36度51分）までの海域[8][10]。

国の機関では、2の令制国の範囲を「三陸沖」とする例が見られるものの、4にあたる勿来以北の沖合いを「三陸沖」とする場合が多い。海上の天気予報は4-1を用いる。ただし、地震の名称では、1にあたる三陸海岸の沖合いを「三陸沖（三陸沖地震）」としている。一方、「三陸沖」に対して、福島県浜通り及び茨城県にかけての沖合いは「常磐沖」と呼ばれることもある。